# Corgatha hypoxantha
Corgatha hypoxantha là một loài bướm đêm trong họ Erebidae.